# 성장통화
성장통화(成長通貨)는 경제 성장에 수반하여 증가한 통화를 가리키는 단어이다. 경제 성장이 이루어지면 대체로 그 비율에 비례하여 유통하는 화폐의 양도 증가하는데, 증가한 부분이 바로 성장통화이다. 기업 또는 개인은 은행으로부터 융자를 받아 그것을 예금해 두는데, 기업 또는 개인이 지출을 위해 현금이 필요할 때 그 예금을 현금으로 바꾸어 찾아낸다. 이러한 행위가 되풀이되면 성장 통화가 증대되는 것이다.